# استوديوهات سي بي إس
استوديوهات سي بي إس (بالإنجليزية: CBS Studios)‏ هي شركة إنتاج تلفزيوني أمريكية وهي شركة تابعة لوحدة مجموعة سي بي إس انترتينمنت التابعة لشركة باراماونت غلوبل.

## وصلات خارجية
- الموقع الرسمي